# World Professional Boxing Federation
De World Professional Boxing Federation (WPBF) is een internationale overkoepelende organisatie van professionele boksen, dat de sancties professionele bokswedstrijden en onderscheidingen ter wereld en ondergeschikte kampioenschappen. 
De World Professional Boxing Federation is gewijd aan de bevordering en het dienen van de sport van professioneel boksen en de uitvoering van veiligheidsmaatregelen voor de bescherming van professioneel boksen sport, en maakt van haar bevoegdheid actieve regulering, controle en toezicht op professionele boksen in hun respectievelijke rechtsgebieden, de gehele Afrika, Azië-Pacific, Europa, Noord-Amerika en Latijns-Amerika, de uitvoering van eerlijkheid en gelijke kansen te allen tijde in het boksen, onpartijdig, eerlijk en vrij voor iedereen, met eigen rechtspersoonlijkheid en fiscale autonomie, die bevoegd is en bevoegd is voor alle geassocieerde verenigingen en leden die deel uitmaken relevant.